# Bazer Sakhra
Bazer Sakhra (em árabe: بازر الصخرة) é uma comuna localizada na província de Sétif, Argélia. Sua população estimada em 2008 era de 27 996 habitantes.